# Shag

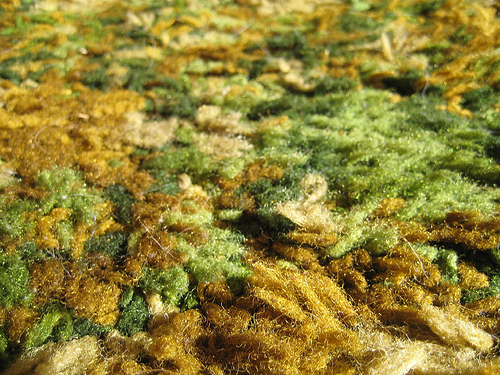
Shag ze 70. let 20. století

Shag (z angl. = střapatý), zvaný také shaggy, je všívaný koberec s velmi dlouhým vlasem.

## Způsob výroby
Shag se vyrábí na speciálních všívacích strojích s jehlami, které vtahují vlasové niti do podkladové tkaniny na požadovanou délku vlasu. Druhý systém jehel (cut pile rapier) pak niti přivádí k řezacím nožům. Délka vlasu může dosáhnout až 12,7 cm. Stroje se začaly používat v roce 1972.
K výrobě se používají většinou termofixované skané příze z polyamidu, polypropylenu nebo polyesteru.
Shag se zhotovuje také na ručním prutovém tkalcovském stavu (např. v Nepálu).